# 10. Rheinisches Infanterie-Regiment Nr. 161
Das 10. Rheinische Infanterie-Regiment Nr. 161 war ein Infanterieverband der Preußischen Armee.

## Geschichte
Der Verband wurde im Rahmen der Heereserweiterung 1897 am 31. März 1897 zeitgleich mit den Infanterie-Regimentern Nr. 146 bis 176 errichtet. Die Garnison war 1897/99 in Köln, anschließend in Trier und ab 1. August 1914 in Düren. Das II. Bataillon war ab diesem Zeitpunkt in Eschweiler und das III. Bataillon in Jülich (vorläufig Köln) beheimatet.
Zusammen mit dem Infanterie-Regiment „von Lützow“ (1. Rheinisches) Nr. 25 bildete der Verband die 29. Infanterie-Brigade, die 1914 der 15. Division unterstand.
Am 27. Januar 1902 erließ Wilhelm II. den Armee-Befehl, dass die bislang noch ohne landmannschaftliche Bezeichnung geführten Verbände zur besseren Unterscheidung und zur Traditionsbildung eine Namenserweiterung erhielten. Das Regiment führte daher ab diesem Zeitpunkt die Bezeichnung 10. Rheinisches Infanterie-Regiment Nr. 161.

### Erster Weltkrieg
Das Regiment machte am 2. August 1914 mobil und wurde im Ersten Weltkrieg hauptsächlich an der Westfront eingesetzt. Es kämpfte 1914 u. a. an der Marne, 1916 an der Somme und 1917 in Flandern. Am 2. Oktober 1918 erhielt das Regiment eine eigene Minenwerfer-Kompanie. Acht Tage später formierte sich nach Verlusten das Regiment in zwei Kampfbataillonen, und am 22. Oktober 1918 bestand es nach weiteren schweren Verlusten, die es bei Solesmes erlitten hatte, nur noch aus einer halben Kompanie. Ende des Monats war das I. bis III. Bataillon wieder aufgestellt.

### Verbleib
Nach dem Waffenstillstand von Compiègne marschierten die Reste des Regiments in die Heimat zurück. Der Arbeiter- und Soldatenrat in Düren gründete in Zusammenarbeit mit dem Garnisonskommando und dem Kommando des 1. Ersatzbataillons des Infanterie-Regiments 161 am 10. November 1918 eine Sicherheitswehr. Ende Dezember 1918 wurde der Rest des Regiments zunächst in Meppen und dann seit Mitte Januar 1919 über die Abwicklungsstelle in Nordhorn demobilisiert wurde. Mit der Demobilisierung bildeten sich aus Teilen die als Freikorps tätige Sicherheitskompanie Köln. Diese ging im Juni 1919 in der Reichswehr-Abteilung Rheinland auf.
Die Tradition übernahm in der Reichswehr durch Erlass des Chefs der Heeresleitung General der Infanterie Hans von Seeckt vom 24. August 1921 die 3. Kompanie des 17. Infanterie-Regiments.

## Kommandeure
| Dienstgrad            | Name                       | Datum                                                              |
| --------------------- | -------------------------- | ------------------------------------------------------------------ |
| Oberst                | Karl Galli                 | 01. April 1897 bis 17. April 1899                                  |
| Oberst                | Armin Kloth                | 18. April 1899 bis 21. April 1902                                  |
| Oberst                | Johannes von Poellnitz     | 22. April 1902 bis 1. Februar 1904                                 |
| Oberst                | Louis Rasch                | 02. Februar 1904 bis 21. März 1908                                 |
| Oberst                | Karl Ludwig von Mühlenfels | 22. März 1908 bis 8. März 1912                                     |
| Oberst                | Robert von Bernuth         | 09. März 1912 bis 30. Juli 1914                                    |
| Oberst                | Kurt Wilcke                | 01. August 1914 bis 11. März 1915                                  |
| Oberstleutnant/Oberst | Ernst Schütz               | 12. März 1915 bis 26. Juli 1918                                    |
| Major                 | Hertzberg                  | 27. Juli bis 12. Dezember 1918                                     |
| Oberstleutnant        | Paul Lentz                 | 13. Dezember 1918 bis 29. Januar 1919 (mit der Führung beauftragt) |

### Sonstige Offiziere
- Leutnant Willy Rohr, der spätere Vater der von „seinem“ Sturm-Bataillon entwickelten sogenannten „Stoßtrupptaktik“.